# Ogranicznik długości serii

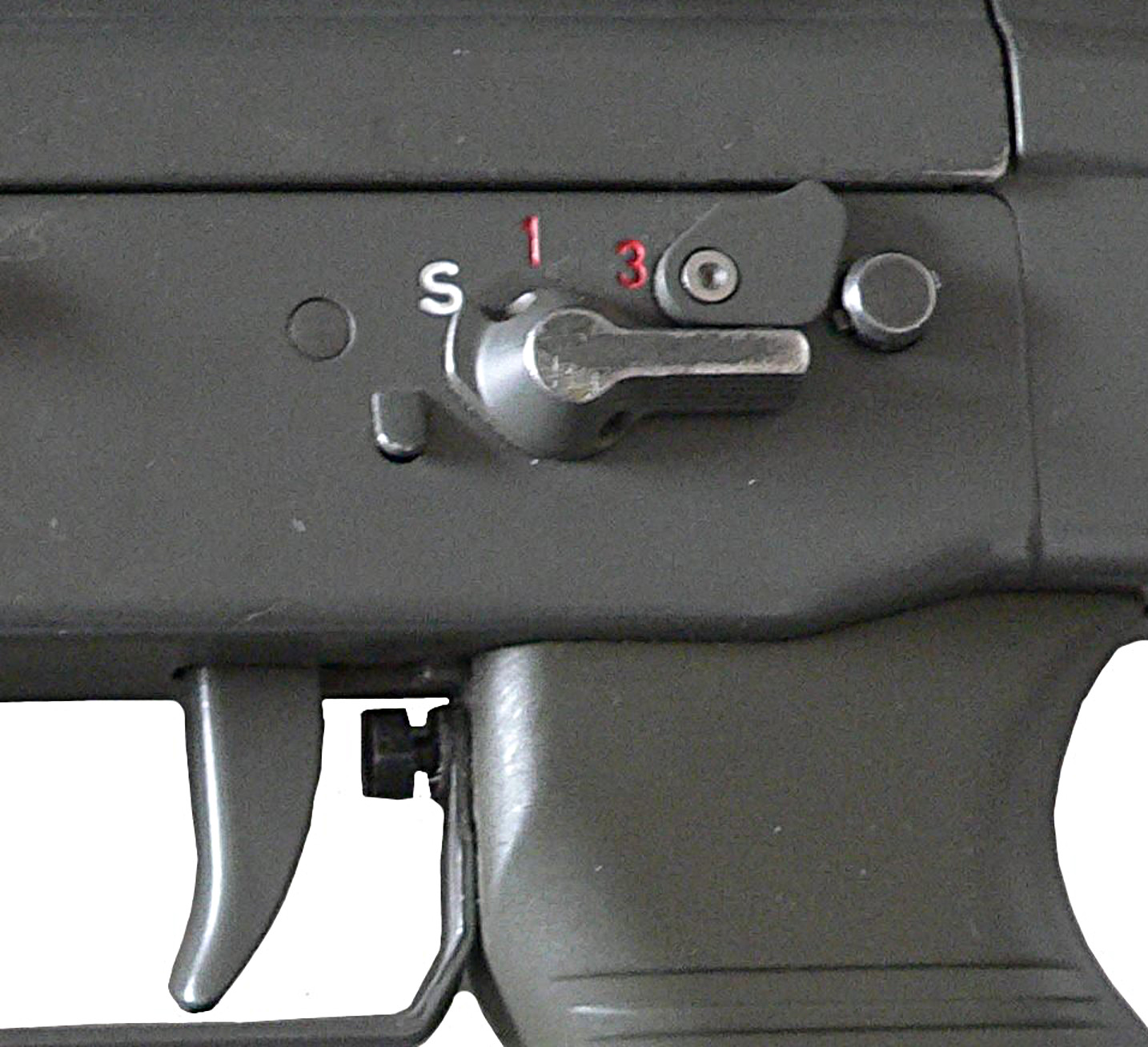
Przełącznik rodzaju ognia karabinu SG 550 umożliwiający włączenie ogranicznika długości serii (oznaczony cyfrą „3” - dla serii 3-strzałowej)

Ogranicznik długości serii – zespół mechanizmu spustowego wyłączający mechanizm uderzeniowy po oddaniu założonej liczby strzałów (najczęściej trzech). 
Oddanie kolejnych strzałów jest możliwe po zwolnieniu i ponownym ściągnięciu spustu. Ograniczniki długości serii zaczęły być szerzej montowane w broni strzeleckiej (karabinach automatycznych i pistoletach maszynowych) na przełomie lat 70 i 80 XX wieku. Obecnie coraz częściej rezygnuje się z tego rodzaju urządzeń uznając, że dobrze wyszkolony żołnierz jest w stanie samodzielnie kontrolować długość oddanych serii, a wprowadzenie ogranicznika długości serii nadmiernie komplikuje budowę mechanizmu spustowego.